# Dennis Alas
Dennis Jonathan Alas Morales (San Salvador, 10 de janeiro de 1985) é um ex-futebolista salvadorenho que atuava como meia-atacante.
É irmão do também meio-campista Jaime Alas.

## Carreira
Conhecido como Pitbull, iniciou sua carreira profissional em 2001, no San Salvador, até então na terceira divisão nacional.
Após um período de treinos no Chivas USA, visando uma possível contratação que não saiu do papel, regressando pouco depois a El Salvador. Em dezembro de 2007, foi anunciado que Alas havia assinado um contrato de 1 ano com o Real Maryland. Em julho do ano seguinte, a equipe da USL Second Division oficializou a contratação do meia-atacante por empréstimo. Foram 14 jogos e 3 gols antes de voltar ao futebol salvadorenho, desta vez para atuar no Luis Ángel Firpo, jogando 164 partdas e fazendo 44 gols até 2013.
Em 2014, integrou o elenco do KF Feronikeli do Kosovo, que ainda não tinha seu campeonato nacional reconhecido pela FIFA, porém não jogou nenhuma vez. Sua despedida dos gramados foi com a camisa do Santa Tecla, onde atuou em uma única partida.

## Seleção Salvadorenha
Pela Seleção Salvadorenha, Alas fez sua estreia contra o México, em 2001.
Disputou 3 edições da Copa Ouro da CONCACAF pelos Cuscatlecos, em 2007, 2009 (em ambas, El Salvador caiu na primeira fase) e 2011 (quartas-de-final) - nesta última, atuou com seu irmão mais velho.
É o quarto jogador que mais defendeu El Salvador (81 jogos), tendo feito apenas 3 gols.

## Suspensão
Em setembro de 2013, Dennis Alas e outros 13 jogadores da Seleção Salvadorenha foram banidos do futebol após um escândalo de manipulação de resultados.

## Títulos
San Salvador
- Campeonato Salvadorenho: 1 (Clausura 2003)

Luis Ángel Firpo
- Campeonato Salvadorenho: 2 (Clausura 2008 e Clausura 2013)